# Verde, Anil, Amarelo, Cor-de-Rosa e Carvão
 (décembre 2022).
Si vous disposez d'ouvrages ou d'articles de référence ou si vous connaissez des sites web de qualité traitant du thème abordé ici, merci de compléter l'article en donnant les références utiles à sa vérifiabilité et en les liant à la section « Notes et références ».
Verde, Anil, Amarelo, Cor-de-rosa e Carvão est le troisième album de Marisa Monte, sorti en 1994.

## Liste des titres
| No  | Titre            | Durée |
| --- | ---------------- | ----- |
| 1.  | Maria de verdade |       |
| 2.  | Na estrada       |       |
| 3.  | Ao meu redor     |       |
| 4.  | Segue o sêco     |       |
| 5.  | Pale blue eyes   |       |
| 6.  | Dança da solidão |       |
| 7.  | De mais ninguém  |       |
| 8.  | Alta noite       |       |
| 9.  | O céu            |       |
| 10. | Bem leve         |       |
| 11. | Balança pema     |       |
| 12. | Enquanto isso    |       |
| 13. | Esta melodia     |       |